# 아사카 다카히코
아사카 다카히코(일본어: 朝香孚彦, 1912년(다이쇼 원년) 10월 8일 ~ 1994년(헤이세이 6년) 5월 6일)는 일본의 옛 황족이며 제2차 세계대전에서 활약한 군인이다.

## 생애
아사카노미야 야스히코 왕의 제1왕자로 옛 명칭은 다카히코 왕(孚彦王)이다. 1947년에 신적강하로 인해 황적에서 이탈하였다. 일본 제국 육군 군인으로 복무하면서 황족으로서 처음으로 조종간을 잡았으며 최종 계급은 육군 중령(中座)이다. 전쟁 이후에는 청강생으로서 도쿄 대학에서 항공공학을 배웠으며 1952년에는 일본항공인터내셔널 운항부에 취직하였다. 1950년에 아내 지카코(千賀子)가 자신의 결핵의 쾌유를 바라며 카르멜회(Carmelites)에 들어가 가톨릭 신자가 된 것을 기회로 가족 전원이 영세를 받았다.

## 가족
- 아버지: 아사카노미야 야스히코 왕(朝香宮鳩彦王, 1887년 10월 2일 ~ 1981년 4월 12일)
- 어머니: 야스히코 왕비 노부코 내친왕(鳩彦王妃允子内親王, 1891년 8월 7일 ~ 1933년 11월 3일)
  - 부인: 지카코(千賀子, 도도 다카쓰구(藤堂高紹) 백작의 5녀, 1921년 ~ 1952년)
    - 아들: 아사카 도모히코
    - 장녀: 스즈키 후쿠코
    - 차녀: 아사카 미노코